# Königlich Preußische Eisengießerei Gleiwitz

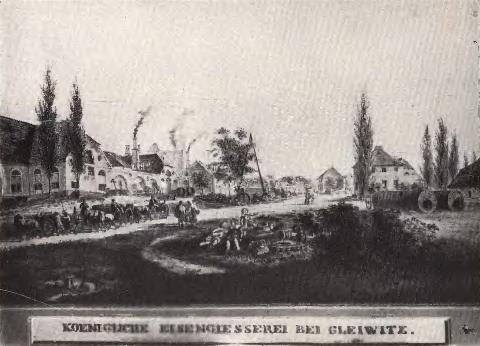
Ansicht der Königlichen Eisengießerei 1840

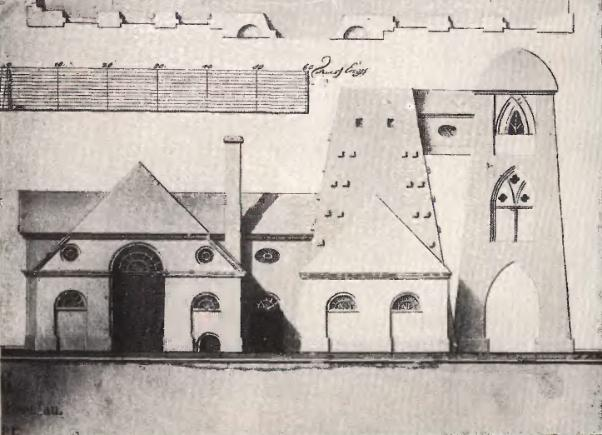
Zeichnung der Eisengießerei

Die Königlich Preußische Eisengießerei Gleiwitz (auch Gleiwitzer Eisengießerei, Gleiwitzer Eisenhütte und Gleiwitzer Hütte) war ein 1796 gegründeter Betriebsteil der Königlich Preußischen Eisengießerei im oberschlesischen Gleiwitz. Sie war ein im Auftrag des Preußischen Staates von Friedrich Wilhelm Graf von Reden (1752–1815) gegründeter Staatsbetrieb. Von 1991 bis 2010 befand sich in der Kunstgießerei eine Außenstelle des Museums in Gliwice mit der Abteilung für Kunstgüsse. Die Anlage befindet sich im Stadtteil Baildona (Hüttenviertel).

## Geschichte
Die staatseigene Eisengießerei in Gleiwitz wurde 1796 gegründet und war die zweite Hütte Preußens nach der 1754 gegründeten Eisenhütte in Malapane. Am Bau der Königlich Preußischen Eisengießerei in Gleiwitz war u. a. der Bauingenieur und Konstrukteur John Baildon (1772–1846) beteiligt. Johann Friedrich Wedding erbaute einen Kokshochofen. Als erster Modelleur wurde Friedrich Ludwig Beyerhaus 1816 von Berlin nach Gleiwitz berufen. In Gleiwitz wirkte unter anderem der Bildhauer Theodor Kalide (1801–1863).Zeitweise waren auch Künstler wie Karl Friedrich Schinkel, August Kiss, Christian Daniel Rauch als Entwerfer tätig. Ihren überregionalen Namen erwarb sie sich durch die Produktion von Eisengüssen für Gemmen, Medaillen und Medaillons sowie Skulpturen. Letztere waren von herausragender Qualität.
Nachdem die Stadt Gleiwitz 1945 unter polnische Verwaltung gekommen war, wurde der Betrieb konfisziert und durch Polen verstaatlicht und zu den Gliwickie Zakłady Urządzeń Technicznych (GZUT).

## Werke
- Brunnen mit tanzenden Faunen
- Wachender Löwe
- Liegende Löwen
- Metallelemente in der Peter-Paul-Kirche Gleiwitz
- Eisernes Kreuz

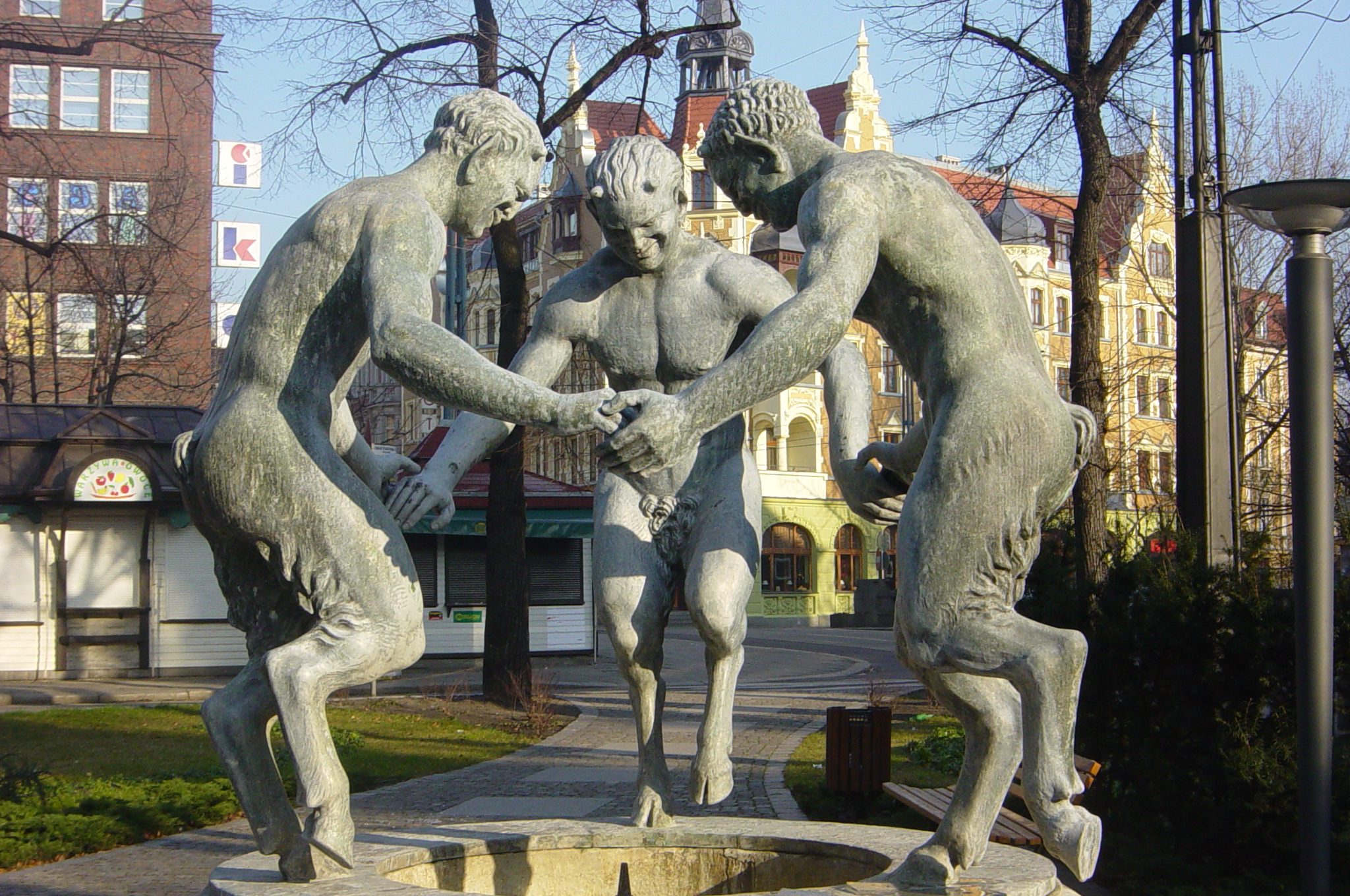
Der Brunnen mit tanzenden Faunen
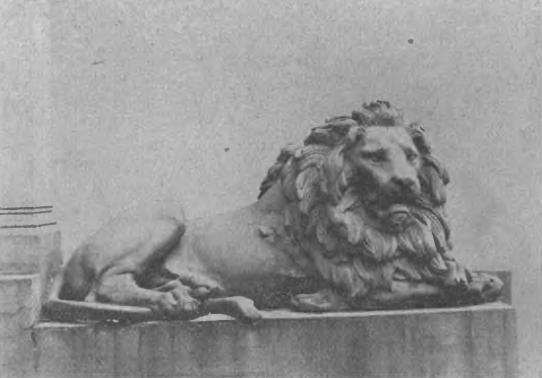
Der Wachende Löwe
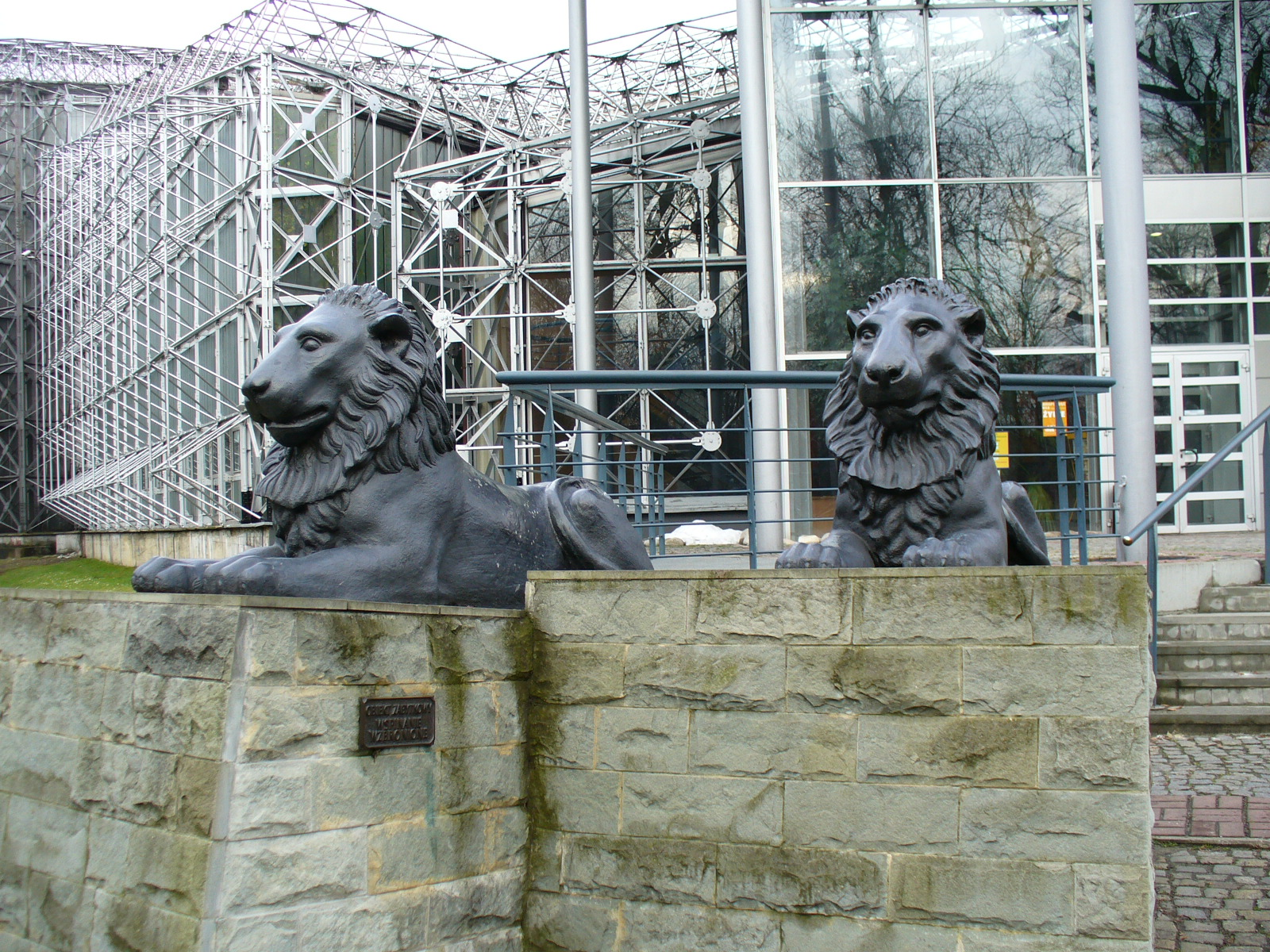
Die Liegenden Löwen
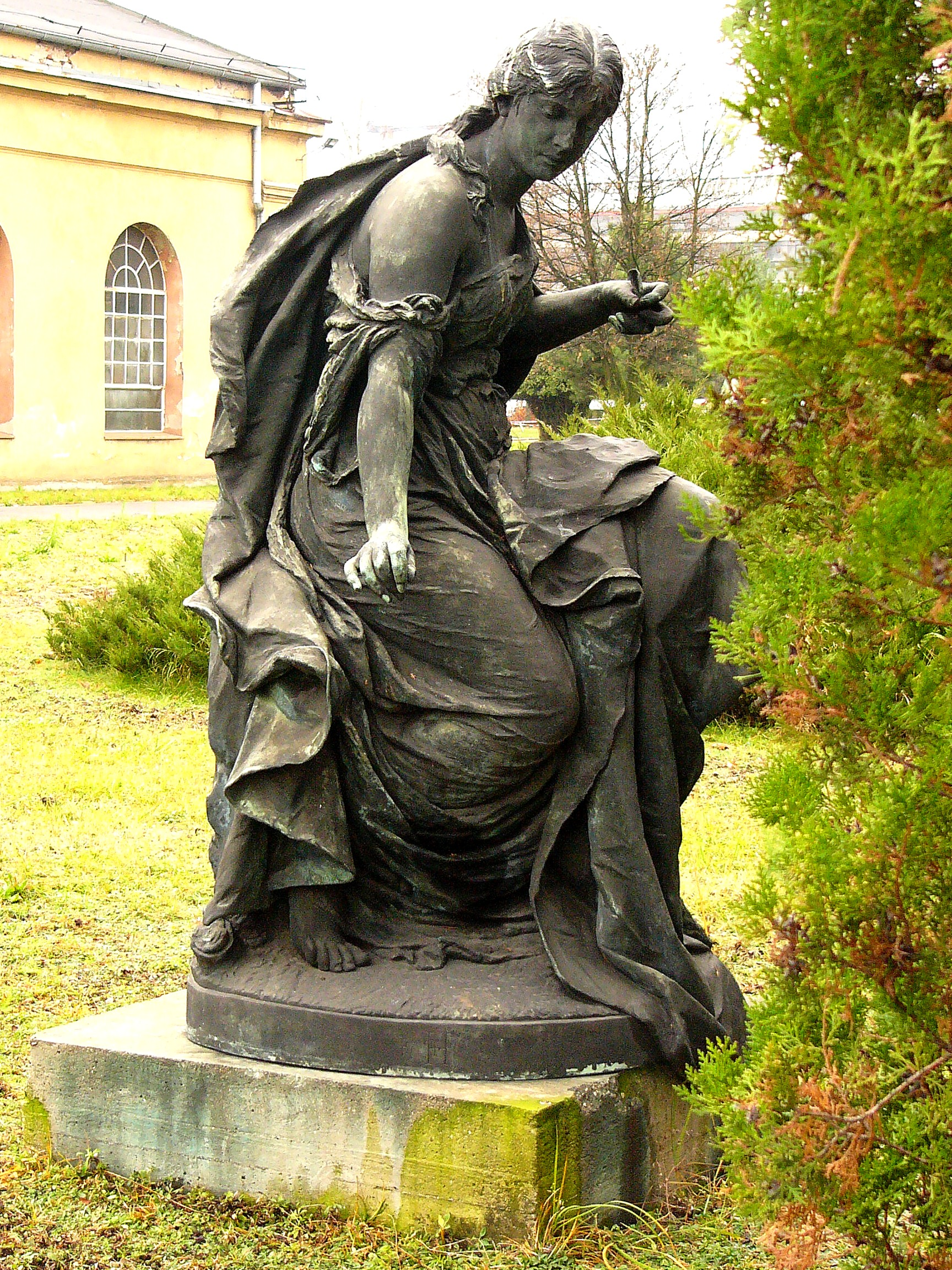
Industriefigur
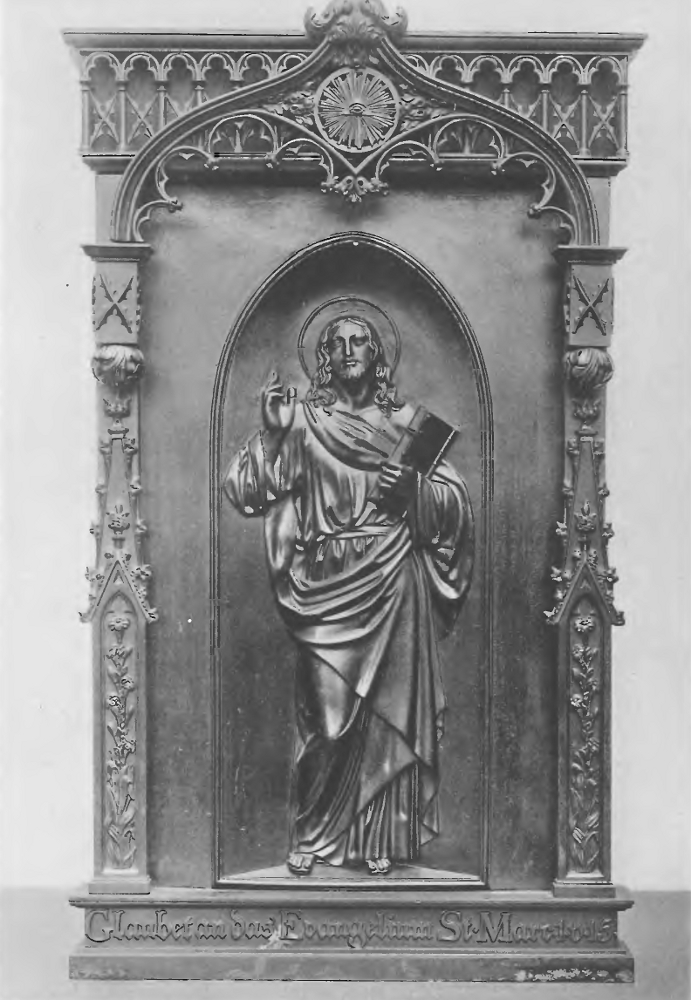
Christusfigur
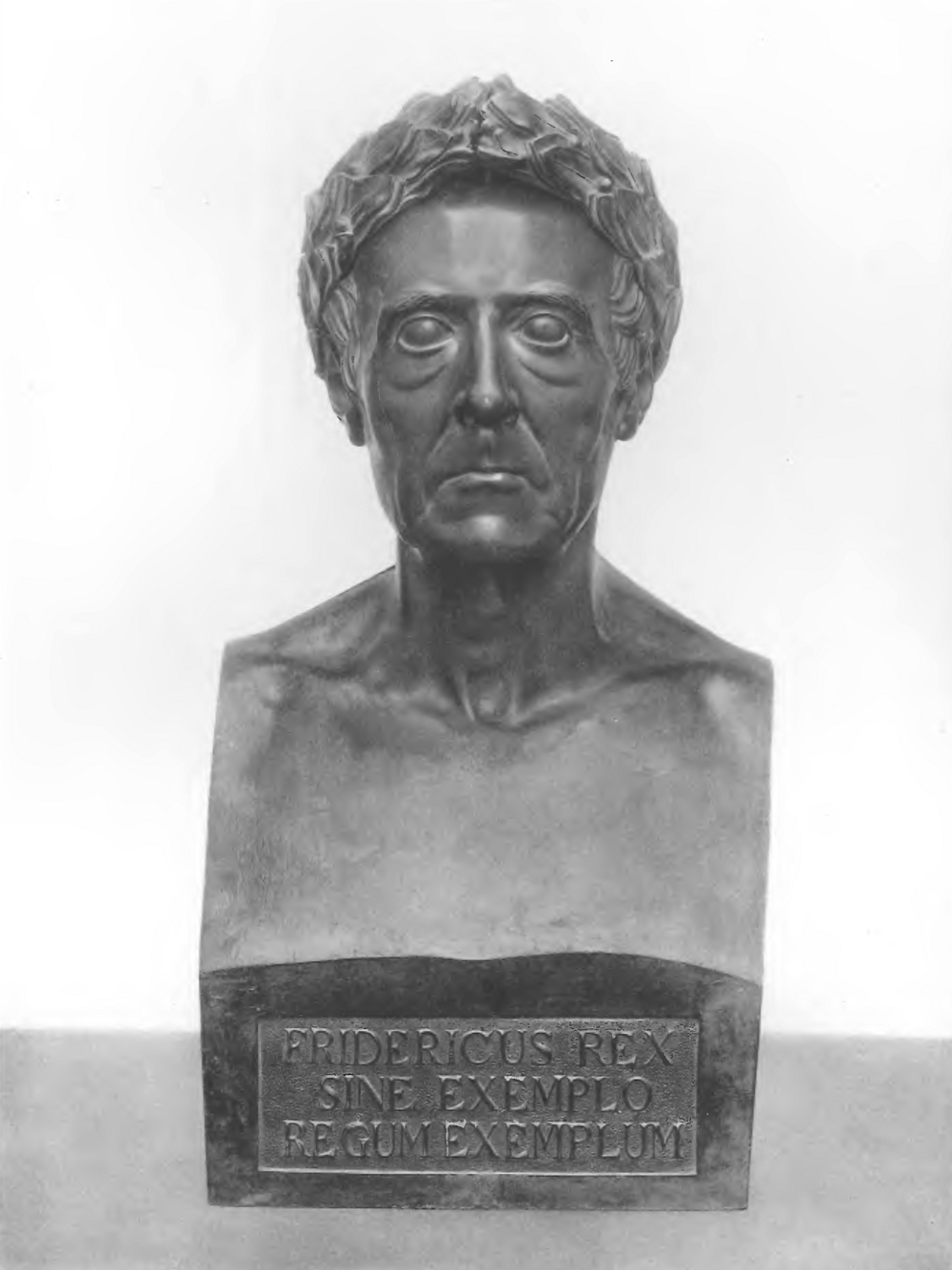
Büste Friedrichs des Großen. Modell von Schadow.
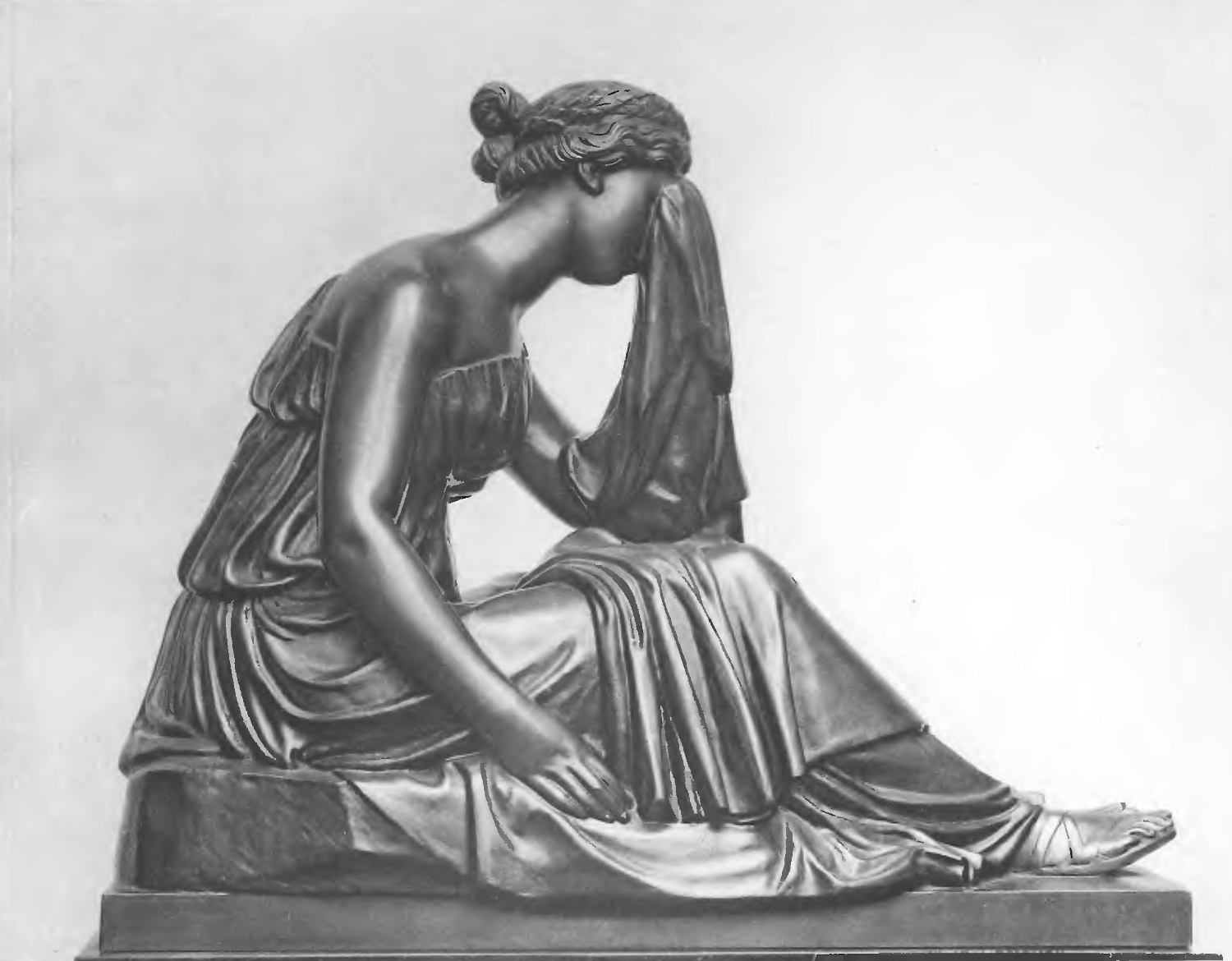
Grabfigur